# Једноставан живот
Једноставан живот је српска верзија америчке телевизијско-ријалити серије The Simple Life са Аном Михајловски и Маријаном Мићић у главним улогама.

## Сезоне

### Једноставан живот
Ана Михајловски и Маријана Мићић као девојке из Београда су живеле 35 дана у мионичком селу Команице код породице Блажић. Коју чине деда Миливоје, његов син Предраг и снаја Љиља, њихови синови Душан и Живорад, његова жена Снежана и њихова деца ћерка Бојана и син Аца. На селу су радиле све сеоске послове које им је породица одредила, од чување оваца, чишћење штале и обора, па до устајање рано ујутру. И све то без новца и мобилних телефона.

### Једноставан живот 2: Приправнице
Ана и Маријана овога пута, имају тежи задатак, уместо сеоског живота и рада, треба да стигну од Црногорског приморја, Свети Стефан до Београда користећи најразличитија превозна средства од аутобуса, до ауто-стопа. Од продуцената су добиле две аутобуске карте до Новог Пазара и кренуле, а да би стигле до Београда морају се саме снаћи, одлазећи од града до града. Као и у првом серијалу, опет су без новца и мобилних телефона, тако да ће морати да користе остала средства која су им на располагању, као што су шарм и сналажљивост.

## Продукција
Серијал представља српску верзију америчке телевизијско-ријалити серије The Simple Life која је прославила Парис Хилтон и Никол Ричи. Представља једну од најгледанијих ријалити серија у Србији. Серију је снимала Емошон продукција у две сезоне. Прва сезона под називом Једноставан живот је емитована 2004. а друга под под називом Једноставан живот 2: Приправнице 2006. Иако је планирана и трећа сезона до реализације није дошло, јер је Ана имала бебу и није могла да снима, а неколико година касније је напустила продукцију.

## Међународне верзије
| Држава                    | Назив                               |
| ------------------------- | ----------------------------------- |
| Бразил                    | Simple Life: Mudando de Vida        |
| Белгија                   | Ciao Bella                          |
| Канада                    | La Vie Rurale                       |
| Естонија                  | Lihtne Elu                          |
| Сједињене Америчке Државе | The Simple Life                     |
| Немачка                   | Gülcan und Collien ziehen aufs Land |
| Израел                    | Y החיים על"פי Ha Chayim Al-Pi Y     |
| Италија                   | On the Road                         |
| Турска                    | Her Şey Yolunda                     |
| Уругвај                   | Cambio de Vida                      |
| Уједињено Краљевство      | The Simpleton Life                  |

## Списак епизода
| Прва сезона (28 новембар 2004 – 27 март 2005) |                                   |                    |
| 1                                             | Отишла си е' па нека...           | 28. новембар 2004. |
| 2                                             | Крмача звана Евнус                | 5. децембар 2004.  |
| 3                                             | Кравица, јага и тарантула...      | 12. децембар 2004. |
| 4                                             | Десиле се ситуације, бре...       | 19. децембар 2004. |
| 5                                             | Нелојална конкуренција            | 26. децембар 2004. |
| 6                                             | Некад се то звало – добра прилика | 9. јануар 2005.    |
| 7                                             | Равна гора обићи се мора          | 16. јануар 2005.   |
| 8                                             | Малигани, караоке, силикони       | 23. јануар 2005.   |
| 9                                             | Јаја и остале алатке              | 30. јануар 2005.   |
| 10                                            | 'ком бубице – 'ком добитак        | 6. фебруар 2005.   |
| 11                                            | Ма ко те шиша...?                 | 13. фебруар 2005.  |
| 12                                            | Мај нејм ис... Џоана...           | 20. фебруар 2005.  |
| 13                                            | Ране 2                            | 27. фебруар 2005.  |
| 14                                            | Воденица – лептирица              | 6. март 2005.      |
| 15                                            | Ој кафано, мукооо...              | 13. март 2005.     |
| 16                                            | Оне воле диско...                 | 20. март 2005.     |
| 17                                            | Натраг, у велики прљави град...   | 27. март 2005.     |
| Друга сезона (11 децембар 2005 – 16 јул 2006) |                                   |                    |